# CDKN2B
CDKN2B (англ. Cyclin dependent kinase inhibitor 2B) – білок, який кодується однойменним геном, розташованим у людей на короткому плечі 9-ї хромосоми. Довжина поліпептидного ланцюга білка становить 138 амінокислот, а молекулярна маса — 14 722.
| 10         |  | 20         |  | 30         |  | 40         |  | 50         |
| ---------- |  | ---------- |  | ---------- |  | ---------- |  | ---------- |
| MREENKGMPS |  | GGGSDEGLAS |  | AAARGLVEKV |  | RQLLEAGADP |  | NGVNRFGRRA |
| IQVMMMGSAR |  | VAELLLLHGA |  | EPNCADPATL |  | TRPVHDAARE |  | GFLDTLVVLH |
| RAGARLDVRD |  | AWGRLPVDLA |  | EERGHRDVAG |  | YLRTATGD   |  |            |

A: Аланін

C: Цистеїн

D: Аспарагінова кислота

E: Глутамінова кислота

F: Фенілаланін

G: Гліцин

H: Гістидин

I: Ізолейцин

K: Лізин

L: Лейцин

M: Метіонін

N: Аспарагін

P: Пролін

Q: Глутамін

R: Аргінін

S: Серин

T: Треонін

V: Валін

W: Триптофан

Задіяний у таких біологічних процесах, як клітинний цикл, альтернативний сплайсинг. 
Локалізований у цитоплазмі.